# アンヴィル! 夢を諦めきれない男たち
『アンヴィル! 夢を諦めきれない男たち』（原題：Anvil! The Story of Anvil）は、2009年のアメリカ映画。1980年代初頭のロックシーンに多大な影響を与えながらも、その後は鳴かず飛ばずで忘れ去られていったカナダのヘヴィメタルバンド、アンヴィルの二人の創設メンバーがスターダムに返り咲く日を信じて続ける音楽活動を2年にわたって追ったドキュメンタリー映画。監督は、10代の頃アンヴィルのファンであったサーシャ・ガヴァシ。

## あらすじ
1984年、カナダのヘヴィメタルバンド「アンヴィル」は、日本（西武ライオンズ球場）で開かれた「スーパー・ロック・フェスティバル」（スーパー・ロック'84）にボン・ジョヴィ、ホワイトスネイク、スコーピオンズ、マイケル・シェンカー・グループなどと並んで招待され、大観衆の前で演奏した。しかし、バンドの人気は長く続かず、20年以上経ち50代になった今では、ヴォーカル兼リードギターでリーダーのスティーヴ・"リップス"・クドロー（声：古川登志夫）は、給食配給センターで働いており、結成時以来のメンバーで幼馴染で親友のドラムのロブ・ライナー（声：若本規夫）は建設作業で生活を支えている。2人は、新たなギタリストとベーシストの二人を加えてバンド活動を続けてはいるものの、地元のライブハウスで少人数を前に演奏するだけで、かつての人気はない。
そんな彼らに、ヨーロッパツアーの話が舞い込む。2人は再起をかけて久しぶりにヨーロッパを訪れるが、最初に演奏したスウェーデンのフェスティバル会場では、かつて共演しその後有名になったミュージシャンに再会しても、顔を忘れられている。プラハでは道をまちがえて会場に遅刻したせいで観客がほとんど帰ってしまい、ギャラをもらいそびれる。ルーマニア・トランシルヴァニアでは、1万人収容の会場で客はたったの174人。電車に乗り遅れて空港に寝泊りするなど散々な目に遭う。 
オンタリオに帰ってきたリップスは、人気が出ないのは録音が悪いからだと、かつてのデビュー・アルバムのプロデューサーであるクリス・タンガリーディスに掛け合い、13枚目のアルバムを録音してもらうことになる。家族から借金までしてイギリス・ドーバーに渡ったリップスであったが、新譜録音は、ロブとお互いの演奏を批判しあって喧嘩になり仲間割れするなど、一筋縄ではいかない。完成した新アルバムを携えて地元に帰ってきたリップスは、完成したCDをラジオ局やレコード会社などに送るが、誰も見向きしない。
落胆するリップスのもとに日本のプロモーターから連絡が入り、2万人収容の幕張メッセで開催される「LOUD PARK 06」コンサートへの出演を依頼される。15分間だけ人気の絶頂にあった日本に四半世紀ぶりに帰ってきたリップスとロブ。しかし、3日間に及ぶフェスティバルの最初の演奏者で、しかも午前中の演奏だということを聞かされる。コンサートがまたもや大失敗に終わるのかと緊張するリップスを出迎えたのは、会場にすし詰めになった熱狂的なファンであった。映画は、東京渋谷駅前の雑踏の中のリップスとロブの姿で終わる。リップスは夜空を見上げつぶやく。「あっ、ゴジラ!」
映画の中では、バンドから影響を受けたラーズ・ウルリッヒ（メタリカ、声：高橋まこと）、レミー・キルミスター（モーターヘッド、声：ROLLY）、スラッシュ（ガンズ・アンド・ローゼズ、声：武田真治）、トム・アラヤ（スレイヤー、声：クハラカズユキ）、スコット・イアン（アンスラックス、声：大槻ケンヂ）といった著名なミュージシャンもインタビューを受けている。

## 製作
2005年、1980年代初めにアンヴィルの付き人を経験し、その後、スティーヴン・スピルバーグの『ターミナル』の脚本を書いたサーシャ・ガヴァシは、20年ぶりにアンヴィルと連絡を取り、バンド活動を撮影したいと依頼した。依頼を受けたリップスは、「ビビッたけどジーンときた。30年間この音楽業界でやってきたおれたちのことが伝説的な話になるぞってね」と話し、またロブは「一般の映画を見る人からすれば無名に近いけど、これから起こることにわくわくしたよ」と回想した。ガヴァシによると、「スピルバーグとの仕事を成し遂げ、過去を振り返りたくなった。それで再会したのだけれど、アンヴィルは、服装も、情熱も、以前と何一つ変わってなかった。そして、彼らのことを撮ろうと決め」、ハリウッドで得た報酬を映画製作につぎ込んだという。

## 評価
映画は評論家から高い評価を得た。映画レビューサイトのRotten Tomatoesでは98%の支持を得た。タイムズは、この映画を「今までに作られたロックンロール映画でおそらく最高のもの」と呼んだ。読売新聞の恩田泰子は、なぜ彼らは成功できずにいたのか、そもそも成功とは何なのかを考えさせられる映画だとした。スポーツ報知の田島正登は、50歳を過ぎても不器用にしか生きられない男たちの姿が胸に響くとし、ミッキー・ローク主演の『レスラー』になぞらえた。北海道新聞の森川潔は、時流に乗れないヘビメタおやじたちのひたむきな思いが心を揺さぶり、ついでに頭も揺さぶり、泣き笑いさせられたとした。山形新聞の斎藤豊司も映画を『レスラー』になぞらえた。
映画監督のマイケル・ムーアは、ここ数年のドキュメンタリー映画の最高傑作とした。ダスティン・ホフマンをはじめとする著名人からも支持を得た。

## 影響
米国では映画が公開されると大きな話題になり、アンヴィルは主要メディアにも注目される存在になった。音楽で一本立ちするめどがつき、リップスは音楽に専念できるようになったという。映画の完成後、日本でもライブが行われた。

## DVD発売
日本では2010年4月、ソニーから発売された。DVD発売を記念してアンヴィルが訪日し、東京都内でミニライブを開催、「Metal on Metal」など5曲を演奏した。
DVDには、アンヴィルに影響されてドラムを始めた監督サーシャ・ガヴァシがLOUD PARK 06で演奏する様子が収められている。